# Torre Alta o Torre Somera
La Torre Alta, també coneguda per altres noms com ara "Torre Somera", és una torre defensiva medieval situada en el llogaret de Torre Alta del terme municipal de Torre Baixa, a la comarca del Racó d'Ademús, província de València. El llogaret on es troba la torrassa també és conegut en les cròniques antigues com Torre Alta, Torre Somera, Torre Susana, ja que "Somera", "Susanna" o "Jusana" signifiquen "Alta". És bé d'interès cultural amb registre ministerial RI-51-0010978 de 28 de gener de 2003.
La torre és de planta quadrada, amb quatre plantes d'alçada i teulada a quatre aigües. Els gruixuts murs són de maó, i la cobertura de teula àrab. Presenta pocs buits, estant aquests situats a la planta. A la façana principal hi ha un balcó i una finestra, aquesta a la planta baixa, encara que tots dos elements són afegits posteriors.
La torre estava rematada per un cadafal de fustaque recorria les quatre façanes. Les bigues que ho suportaven encara són visibles.
La "torrassa de Torrealta" va ser propietat dels Garcés de Marcilla, que van esdevenir en Barons d'Andilla per matrimoni de don Francisco Garcés de Marcilla amb donya Rosalía Deu Girón de Rebolledo, i Llorens, Senyora, i Baronessa de la Vila, Castell, i Baronia d'Andilla, fet que va tenir lloc a finals del segle xviii. A 1854 l'últim baró d'Andilla va vendre la torrassa, la Casa Gran i altres propietats per un mòdic preu a uns dels seus treballadors, pertanyent a principis del segle xxi a dues famílies de descendents d'aquests.